# アリカ・シュミット
アリカ・シュミット (Alica Schmidt、1998年11月8日 - ) は、ドイツ・ヴォルムス出身の短距離走、中距離走の陸上選手。2017年ヨーロッパジュニア陸上競技選手権大会の4 x 400メートルリレーで銀メダル、2019年ヨーロッパU23陸上競技選手権大会の同種目で銅メダルを獲得。2020年東京オリンピックの4 x 400メートルリレーのドイツ代表メンバーとして出場予定。日本では「アリツァ・シュミット」と表記されることもある。
「美人すぎる陸上選手」「陸上界の女神」「世界でもっともセクシーなアスリート」などと評され、その美貌を活かしモデルとしても活躍している。

## キャリア
シュミットは、200メートル走、 400メートル走、 800メートル走のランニング種目に出場するようになった。2018年には、400メートルハードルにも出場しするようになった。バイエルン州インゴルシュタットにある総合スポーツクラブのMTVインゴルシュタットでトレーニングを始めた。 
2017年、20歳以下のドイツ選手権の200メートル種目で2位となった。2017年のヨーロッパジュニア陸上競技選手権大会でドイツの4 x 400メートルリレーチームの一員として、ヴァネッサ・アニタイ、マイケ・ゲルラッハ、コリンナ・シュワブと共に2位に入賞した。タイムは3分33秒08で、それまでの記録を上回ったが、ウクライナチームが3分32秒82のU20世界新記録を樹立したため後塵を拝した。インゴルシュタット出身の選手にとしては、1999年以来のメダル獲得となった。また、同選手権の個人400メートル種目の予選で、54秒23の自己ベストタイムを記録した。この時は、リレーに集中するため、個人400メートルの決勝には参加しなかった。同年の20歳以下のドイツ選手権では、400メートル種目で2位になった。
2017年10月、個人的な理由でブランデンブルクに移ったシュミットは、SCポツダムでトレーニングを開始。2019年のシーズンに先立ち、SCシャルロッテンブルクに加入。
2019年ヨーロッパ陸上U23競技選手権では、4 x 400メートルリレーのドイツチームの一員として3位入賞。2019年ドイツ陸上競技選手権大会では、23歳以下の400メートル走で3位、4 x 400メートルリレーではSCCベルリンチームとして2位入賞。新型コロナウイルス感染症の世界的流行によるロックダウンの際は、シュミットは一人でトレーニングを行い、森の中を走っていたという。ドイツが規制を緩和すると、オリンピックを見据えてトラックでのトレーニングを再開した。
2020年8月の国内大会の400メートル走では52秒21をマークし自己ベストを更新した
2021年、ヨーロッパ陸上競技屋内選手権の4 x 400メートルリレーのドイツ代表選手に選ばれた。6月のドイツ陸上選手権では準決勝でシーズンベストとなる52秒74をマークして全体3位で予選突破するも、翌日の決勝ではタイムが伸びずに7位に終わった。筋肉系の故障に見舞われ、オリンピック選考への暗雲が垂れ込めているとも報じられた。
7月、新型コロナウイルスのため1年延期された2020年東京オリンピックの4 x 400メートルリレーのドイツ代表メンバーに選出された。彼女は「オリンピックに行きます！まだまだ非現実的な感じです。感謝の気持ちと同時に、この活動を始めてからずっと夢見ていたことを体験できることに感激しています！頑張ろう！待ちきれないよ」と喜びのコメントをした。
7月21日、来日し事前合宿地である宮崎県で合宿を行った。しかしコロナ禍という事もあり「残念ながらわたし達は日本をうろうろすることを許可されていません。ホテルとスタジアムのみ、行くことを許可されています」と語った。
8月5日、女子4 x 400メートルリレーの予選が行われる予定。

## 年間自己ベストタイム
|        | 60 m | 100 m | 200 m | 400 m |
| ------ | ---- | ----- | ----- | ----- |
| 2013年 |      | 13,37 |       | 59,80 |
| 2014年 |      | 13,41 | 26,80 | 57,87 |
| 2015年 |      | 13,33 | 26,20 | 56,46 |
| 2016年 | 8,22 | 12,84 | 25,63 | 55,54 |
| 2017年 | 8,03 | 12,50 | 24,83 | 54,23 |
| 2018年 | 8,12 | 12,67 | 25,00 | 54,61 |
| 2019年 |      |       | 24,51 | 53,66 |
| 2020年 | 7,83 | 12,03 | 23.94 | 52,21 |
| 2021年 | 7,73 |       | 24.14 | 52.72 |
| 2022   |      |       | 24.15 | 52.32 |
| 2023   |      |       |       | 52.07 |

## 人物
- シュミットは1998年にドイツのヴォルムスで生まれた[24]。家族は現在、バイエルン州インゴルシュタットに住んでいる[1]。
- スニーカー・スポーツウエアのプーマがスポンサーとなっている[34][35]。
- シュミットは2017年にオーストラリアのスポーツ雑誌『Busted Coverage』によって、「いま、世界でもっともセクシーなアスリート」と評された[14][36]。これを聞いたシュミットは、「なぜ私がこのような称号を得たのか分かりません。競技が第一なのは明らかです」と戸惑いのコメントしていた[22]。だがその美貌が注目され始めるとSNSのフォロワーは急増し、2018年にはInstagramのフォロワーが20万人だったものが[1]、2020年には74万人に増加し[36]、オリンピック出場が決定した2021年7月時点でフォロワーは185万人を突破、2023年11月現在では476万人を超え、女性アスリートの中では群を抜いている[37]。ドイツのアスリートは収入が少ないが、フォロワーが多いおかげで収入を得ており、他のアルバイトをしないですんでいる[38]。
- 2020年、ドイツ・ブンデスリーガのボルシア・ドルトムントで新フィットネストレーナーに就任したことが発表され、他競技のファンからの認知度も上昇した[6]。この報道後の10日間で40万人近くフォロワーが増加し138万人を突破した[6]。サッカードイツ代表のDFであり、チームの顔でもあるマッツ・フンメルスと400メートル走で対決する動画を公開。フンメルスは惨敗し「ここまでキツくて歯が立たないとは思わなかった。本当に甘く見ていたね」と語り[10]、「走りのコツを教えてください」と新コーチに要望した[5]。
- 2021年、イギリス紙『ザ・サン』によると、世界的な男性誌の『PLAYBOY』がヌードグラビアのオファーを破格の金額で提示したが、シュミットはこともなげに跳ねつけたという。同紙は「彼女はどんなに注目されようとも、陸上選手としての領分を逸脱しない、真面目な性格の持ち主なのだ」と評した[39][33]。